# Републикански път III-809
Републикански път IIІ-809 е третокласен път, част от Републиканската пътна мрежа на България, преминаващ изцяло по територията на Хасковска област. Дължината му е 22,3 km.
Пътят се отклонява наляво при 352,8 km на Републикански път I-8 в северната част на град Любимец, пресича река Марица и автомагистрала „Марица“ при нейния 88 km и се насочва на север-североизток по югозападния склон на планината Сакар. Преминава в близост до село Йерусалимово и през село Изворово и достига до билото на планината при пътен възел „Голямата звезда“, където се свързва с Републикански път II-55 при неговия 158,7 km и Републикански път II-76 при неговия 38,1 km
| Пътища, отклоняващи се надясно (населено място, № на пътя, посока на пътя)                                                  | Км   | Пътища, отклоняващи се наляво (посока на пътя, № на пътя, населено място)                                               |
| --- | ---- | --- |
| Община Любимец, I-8, 352,8 km, гр. Любимец ←                                                                                | 0,0  | ← гр. Любимец, 352,8 km, I-8, Община Любимец                                                                            |
| автомагистрала „Марица“, 88 km ←                                                                                            | 0,9  | ← 88 km, автомагистрала „Марица“                                                                                        |
| (за с. Йерусалимово) общински път ←                                                                                         | 6,4  | |
| Община Харманли | 9    | Община Харманли |
| (за с. Оряхово) общински път ←                                                                                              | 10,6 | → общински път (за с. Коларово)                                                                                         |
| с. Изворово | 15,3 | с. Изворово |
| | 16,8 | → общински път (за с. Черепово)                                                                                         |
| (до гр. Свиленград) II-55, 158,7 km, п.в. „Голямата звезда“ ← (от 306,4 km на I-4) II-76, 38,1 km, п.в. „Голямата звезда“ → | 22,3 | ← п.в. „Голямата звезда“, 158,7 km, II-55 (от 110 km на I-5) → п.в. „Голямата звезда“, 38,1 km, II-76 (до гр. Харманли) |